# Larssonkojtjärnen
Larssonkojtjärnen är en sjö i Bergs kommun i Jämtland och ingår i Ljungans huvudavrinningsområde. Sjön har en area på 0,0405 kvadratkilometer och ligger 582 meter över havet.

## Delavrinningsområde
Larssonkojtjärnen ingår i det delavrinningsområde (697444-138006) som SMHI kallar för Mynnar i Ytter-Grucken. Medelhöjden är 604 meter över havet och ytan är 12,37 kvadratkilometer. Det finns inga avrinningsområden uppströms utan avrinningsområdet är högsta punkten. Vattendraget som avvattnar avrinningsområdet har biflödesordning 2, vilket innebär att vattnet flödar genom totalt 2 vattendrag innan det når havet efter 294 kilometer. Avrinningsområdet består mestadels av skog (95 procent). Avrinningsområdet har 0,16 kvadratkilometer vattenytor vilket ger det en sjöprocent på 1,3 procent.